# Аваш (город)
Ава́ш — торговый город в центральной части Эфиопии. Является центром административной зоны 3 и ворэды Аваш-Фентале.

## География
Город расположен на реке Аваш, на высоте 875 м над уровнем моря.

## Климат
| Показатель                    | Янв. | Фев. | Март | Апр. | Май  | Июнь | Июль  | Авг.  | Сен. | Окт. | Нояб. | Дек. | Год   |
| ----------------------------- | ---- | ---- | ---- | ---- | ---- | ---- | ----- | ----- | ---- | ---- | ----- | ---- | ----- |
| Средний суточный максимум, °C | 31,0 | 32,1 | 33,5 | 34,7 | 36,1 | 36,5 | 33,7  | 32,5  | 34,0 | 34,0 | 31,9  | 30,8 | 33,4  |
| Средняя температура, °C       | 23,1 | 24,3 | 26,0 | 27,0 | 28,2 | 29,1 | 27,1  | 26,1  | 27,0 | 25,9 | 23,5  | 22,3 | 25,8  |
| Средний суточный минимум, °C  | 15,1 | 16,5 | 18,4 | 19,4 | 20,2 | 21,8 | 20,5  | 19,6  | 20,0 | 17,9 | 15,0  | 13,8 | 18,2  |
| Норма осадков, мм             | 23,6 | 42,9 | 59,4 | 74,6 | 68,0 | 37,5 | 123,9 | 143,7 | 73,1 | 33,3 | 16,0  | 6,6  | 703,6 |
| Источник: ,                   |      |      |      |      |      |      |       |       |      |      |       |      |       |

## Население
По данным Центрального статистического агентства, на 2005 год население Аваша составляет 11 053 человека, из них 5748 мужчин и 5305 женщин. По данным переписи 1994 года, население города насчитывало 8684 человека.

## Транспорт
Через город проходит железная дорога Аддис-Абеба — Джибути.

## Достопримечательности
Недалеко от Аваша расположен национальный парк Аваш, являющийся объектом Всемирного наследия ЮНЕСКО.